# Игна, Йоан
Йоан Игна (рум. Ioan Igna, род. 4 июня 1940) — румынский футболист и футбольный судья, известный по работе на чемпионате мира 1986 года.

## Биография
Как игрок, Игна выступал за клубы «УТА» (Арад) в 1957—1960 и 1964—1967 годах и за «Штиинца» (Тимишоара) в 1961—1964 годах. Судейскую карьеру начал в 1972 году.
На международном уровне судил матчи с сезона 1980/1981, работал на играх Кубка европейских чемпионов (2 матча), Кубка обладателей кубков УЕФА (8 матчей) и Кубка УЕФА (16 матчей) как судья клубных матчей. В частности, судил первый матч финала Кубка УЕФА 1987 года между «Данди Юнайтед» и «Гётеборгом» (1:1). В 1981 году судил один матч чемпионата мира в Австралии среди игроков моложе 20 лет, также судил четыре матча молодёжных чемпионатов Европы (1982, 1986 и 1988 годы), отборочных циклов чемпионатов мира 1982 (1 матч в Европе), 1986 (2 в Европе, 1 в Океании) и 1990 года (1 в Европе), а также чемпионатов Европы 1984 (2 матча) и 1988 годов (3 матча).
Игна работал на финальных этапах летних Олимпийских игр 1984 года (1 матч), чемпионата Европы 1988 года (полуфинальный матч между ФРГ и Нидерландами) и чемпионата мира 1986 года (2 матча). В частности, в 1986 году он судил матч группового этапа между ФРГ и Шотландией (2:1), а также знаменитый четвертьфинал между Бразилией и Францией (4:5 пен.). По ходу четвертьфинала Игна принял два судейских решения, которые признавались как минимум спорными: так, по ходу матча он не назначил пенальти в ворота Бразилии за фол вратаря Карлоса против нападающего французов Брюно Беллона, что британский комментатор BBC Джимми Хилл назвал «грубейшей ошибкой» судьи. А в серии послематчевых пенальти после удара того же Беллона мяч попал в штангу, срикошетил в спину Карлоса и залетел в ворота: несмотря на протесты бразильцев, Игна засчитал этот гол. Сам Беллон утверждал, что намеренно целился в штангу так, чтобы мяч срикошетил не от спины, а от головы Карлоса. Игна говорил, что рикошеты от штанги и спины Карлоса были частью одного игрового эпизода, поэтому он и засчитал гол. В дальнейшем правила футбола были пересмотрены так, чтобы исключить двоякое толкование подобных ударов с 11-метровой отметки.